# Polly Neate
Polly Neate es la directora ejecutiva de Shelter, la organización inglesa benéfica para personas sin hogar y vivienda que defiende el derecho a un hogar digno y seguro.
Ella es una destacada comentarista sobre vivienda, derechos de las mujeres, liderazgo y temas más amplios de justicia social, y es miembro de Agenda, la alianza para mujeres y niñas en riesgo, y del Young Women's Trust. Anteriormente fue directora ejecutiva de Women's Aid, donde ayudó a asegurar la legislación para criminalizar el comportamiento coercitivo y de control.
Neate influye en los gobiernos y las campañas para el cambio de políticas y la justicia social. Ella ha aparecido regularmente en los medios y en plataformas tan diversas como la Oxford Union y la primera Marcha de las Mujeres en Londres. Entre 2005 y 2013, fue Directora Ejecutiva de Relaciones Externas y Comunicaciones en Action for Children, una de las organizaciones benéficas más grandes del Reino Unido, donde dirigió importantes proyectos. 
Es periodista de profesión. Ha ganado premios nacionales por periodismo y campañas. Fue ganadora general del premio Social CEOs al Mejor CEO de Caridad en Social Media 2019. Polly recibió un CBE en la Lista de Honores del Año Nuevo 2020.
Está casada con Hugh Thornbery CBE y tiene dos hijas de un matrimonio anterior. Vive en el oeste de Londres.